# Universitat Denis Diderot
La Universitat Diderot (oficialment en francès Université Paris Diderot o Paris-VII) era una universitat pública francesa situada a París.
Com a nombrosos establiments de renom, la Universitat Diderot escolaritza a estudiants de primer, segon i tercer cicle. No obstant això, és única en el conjunt de les vuit universitats parisenques per la seva àmplia multidisciplinariedad.
Va ser creada l'1 de gener de 1971 amb el nom Universitat París VII, el 1994 va prendre el nom de Denis Diderot com a símbol de la inclinació que aquest filòsof del Segle de les Llums tenia a la vocació multidisciplinària.
L'article primer dels seus estatuts assenyala que la universitat "té com a objectiu fonamental l'elaboració i transmissió dels coneixements i la formació d'esperits lliures i crítics".
El 2019, la universitat es fusiona amb la Universitat de París Descartes per donar a llum la Universitat de París.

## Alumnes destacats
- Elsa Justel (estudiant de doctorat): compositora electroacústica[2]